# بونغوتاكادا (أويتا)
مدينة بونغوتاكادا (بالإنجليزية: Bungotakada)‏ هي أحد المدن التابعة لمحافظة أويتا. تأسست رسميًا في 31/05/1954. ويقدر عدد سكانها بـ 24484 نسمة حسب تقدير مكتب الإحصاء الياباني لعام 2012. تبلغ مساحة بونغوتاكادا 206.64 كم2. بكثافة سكانية تبلغ 118 نسمة/كم2.